# 貝萊德文
貝萊德文（阿拉伯语：‎）是東非國家索馬里第四大城市，也是希蘭州的首府，位於首都摩加迪沙以北332公里，毗鄰與埃塞俄比亞接壤的邊界，海拔高度180米，謝貝利河把該市分為東部和西部，2008年人口108,125。
4°44′9.5″N 45°12′14.3″E / 4.735972°N 45.203972°E